# Paul Robinson (labdarúgó, 1979)
Paul William Robinson (Beverley, 1979. október 15. –) angol válogatott labdarúgó, kapus. 2008. július 25-én igazolt át a Tottenham Hotspur-ből, ahol 4 évet töltött.

## Pályafutása

### Leeds United
Első profi klubja a Leeds United, ahová tizennégy évesen igazolt. Ekkor még a Leeds volt a környék legjobb és leghíresebb csapata. 1997 augusztusában írta alá első profi szerződését. 1998-ban debütált a Chelsea ellen. A 2003-2004-es szezonban (kapus létére) fejes góllal szerzett elismerést a Swindon Town elleni Ligakupa meccsen, és a továbbjutást eldöntő tizenegyesek közül kettőt is megfogott.

### Tottenham Hotspur
2004 májusában igazolt át a Tottenham Hotspur-höz, 1.5 millió fontért. 2005-ben 7 évre szóló szerződést írt alá, ami 2012-ig tartott.
2007. március 17-én pályafutása második gólját szerezte egy bajnokin a Watford ellen mintegy 85 méterről, szabadrúgásból a White Hart Lane-en. A labda az egész pályán átrepülve a Watford kapusa, Ben Foster feje fölött ívelt be a kapuba. Ezzel ő lett a 3. kapus a Premiership történetében, aki gólt szerzett (rajta kívül még Peter Schmeichel az Aston Villa csapatában 2001-ben, és Brad Friedel a Blackburn Rovers-ben 2004-ben szerzett gólt), de Robinson az egyetlen, akinek a csapata megnyerte a mérkőzést. Szintén a harmadik gólszerző kapus volt az angol labdarúgásban a 2006–2007-es szezonban. Gavin Ward, a Tranmere Rovers kapusa, és Mark Crossley, a Sheffield Wednesday hálóőre volt előtte eredményes.
Ledley King és Robbie Keane után övé volt a sorban a kapitányi rang a Spurs-nél. Ő vezette a csapatot a Southend elleni 1-0-s Ligakupa negyeddöntő-győzelemkor, valamint a 0-0-s döntetlennel végződő mérkőzésen a Cardiff City ellen az FA-kupában.
Martin Jol távozása óta többször kényszerült a kispadra, mivel az új edző, Juande Ramos előnyben részesítette a második számú kapust, Radek Černý-t. Az Arsenal elleni Ligakupa-mérkőzésen 2008. január 8-án sem kapott lehetőséget. Sokak szerint ez volt az első jele Tottenham-es karrierjének végének, hiszen Ramos érkezése óta voltak olyan feltételezések, hogy Robinson távozni fog a csapattól.
Közel másfél, a kispadon eltöltött hónap után újra helyet kapott a kezdőcsapatban a Slavia Praha ellen az UEFA-kupában 2008. február 21-én. A mérkőzés 1-1-es döntetlennel végződött, és a Spurs 3-2-es összesítésben jutott tovább a nyolcaddöntőbe. Robinson több sorsdöntő lövést is hárított, és a menedzser is dicsérte, azt viszont nem erősítette meg, hogy a kapus visszaszerzi-e pozícióját a csapatnál.
Robinson védett a Ligakupa-döntőben is 2008. február 24-én a Chelsea ellen. Didier Drogba lövését még nem tudta védeni, viszont a második félidőben Frank Lampard szabadrúgását, és a 30 perces hosszabbításban Salomon Kalou lövését is hárította, utóbbit lábbal. A kupa így a Tottenham-é lett; ez volt Robinson pályafutásának első trófeája.

### Blackburn Rovers
Robinson 2008. július 25-én csatlakozott a Blackburn Rovers-hez 3.5 millió fontért, és 5 éves szerződést írt alá. Ő Paul Ince menedzser első nyári igazolása. Az 1-es számú mezt kapta meg, mivel a korábbi tulajdonosa, Brad Friedel az Aston Villához igazolt. Robinson július 30-án debütált a Blackburn-ben a Northwich Victoria elleni mérkőzésen, amit csapata 2–1-re megnyert. Első bajnokiját a Blackburn kapusaként 2008. augusztus 16-án játszotta az Everton ellen, a mérkőzésen 2 gólt kapott, de csapata 3–2-re nyert. Jelenleg ő a Blackburn első számú kapusa.

### Válogatott
Robinson az angol válogatott kapusa. A válogatottban 2003. február 13-án mutatkozott be Ausztrália ellen. Eddig 41 alkalommal lépett pályára Anglia mezében. Benne volt a 2004-es Európa-bajnokság angol keretében második számú kapusként, viszont David James mellett nem kapott lehetőséget. A 2006-os világbajnokságon már átvette James helyét a kapuban, és Anglia első számú kapusa lett. A németországi világbajnokságon Anglia öt mérkőzéséből négyen nem kapott gólt: a csoportmérkőzéseken Paraguay és Trinidad és Tobago ellen, a nyolcaddöntőben Ecuador ellen, a negyeddöntőben pedig Portugália ellen. Anglia büntetőkkel búcsúzott, Portugália 3-1-re győzött a tizenegyespárbajban.
A 2008-as Európa-bajnokság selejtezőiben 9 mérkőzésen nem kapott gólt.
- Andorra ellen, 2006. szeptember 2-án,
- Észak-Macedónia ellen, 2006. szeptember 6-án,
- Észak-Macedónia ellen, 2006. október 7-én,
- Izrael ellen, 2007. március 24-én,
- Andorra ellen, 2007. március 28-án,
- Észtország ellen, 2007. június 6-án,
- Izrael ellen, 2007. szeptember 8-án,
- Oroszország ellen, 2007. szeptember 12-én,
- Észtország ellen, 2007. október 13-án.

A selejtezők során 2006. október 11-én Horvátország ellen hibázott: Gary Neville hazaadását engedte be. A hazaadott labdát Robinson ki akarta rúgni, viszont az a lába előtt megpattant egy fűcsomón és a kapuba gurult. A gólt öngólnak könyvelték el, Horvátország 2-0-ra nyerte meg a találkozót. 2007. A válogatott végül nem jutott ki az Eb-re.
2007. augusztus 22-én Robinson hibáját követően a válogatott elszenvedte első vereségét az új Wembley stadionban; Németországnak "ajándékozott" gólt. A félidőben David James váltotta, azonban az angolok 2-1-re elvesztette a mérkőzést.

## Sikerei, díjai
Tottenham Hotspur
- Angol Ligakupa-győztes - 2008

## Statisztika
Frissítve: 2008. december 28.
| Csapat           | Szezon | Bajnokság | Bajnokság | Kupa    | Kupa  | UEFA    | UEFA  | Összesen | Összesen |
| Csapat           | Szezon | Meccsek   | Gólok     | Meccsek | Gólok | Meccsek | Gólok | Meccsek  | Gólok    |
| ---------------- | ------ | --------- | --------- | ------- | ----- | ------- | ----- | -------- | -------- |
| Blackburn Rovers | 08-09  | 18        | 0         | 3       | 0     | 0       | 0     | 21       | 0        |
| Össz.            |        | 18        | 0         | 3       | 0     | 0       | 0     | 21       | 0        |
| Tottenham        | 07-08  | 23        | 0         | 5       | 0     | 7       | 0     | 35       | 0        |
| Tottenham        | 06-07  | 38        | 1         | 7       | 0     | 9       | 0     | 54       | 1        |
| Tottenham        | 05-06  | 38        | 0         | 2       | 0     | -       | -     | 40       | 0        |
| Tottenham        | 04-05  | 36        | 0         | 8       | 0     | -       | -     | 44       | 0        |
| Össz.            |        | 135       | 1         | 22      | 0     | 16      | 0     | 173      | 1        |
| Leeds United     | 03-04  | 36        | 0         | 3       | 1     | -       | -     | 39       | 1        |
| Leeds United     | 02-03  | 38        | 0         | 6       | 0     | 6       | 0     | 50       | 0        |
| Leeds United     | 01-02  | -         | -         | -       | -     | -       | -     | -        | -        |
| Leeds United     | 00-01  | 16        | 0         | 2       | 0     | 6       | 0     | 24       | 0        |
| Leeds United     | 99-00  | -         | -         | -       | -     | -       | -     | -        | -        |
| Leeds United     | 98-99  | 5         | 0         | 1       | 0     | -       | -     | 6        | 0        |
| Össz.            |        | 95        | 0         | 12      | 1     | 12      | 0     | 119      | 1        |
| Összesen         |        | 248       | 1         | 37      | 1     | 28      | 0     | 313      | 2        |

## Magánélet
- Beverley-ben, a Beverley Grammar School-ba járt iskolába. Itt inkább csatárként játszott, majd mikor új edzőt kapott a csapat, észrevették a kapustehetségét is.
- 2004 májusában feleségül vette gyermekkori szerelmét, Rebeccát. Született egy kislányuk, Lucy May, ezenkívül van két boxer kutyájuk, Tyson és Molly.
- 2008. január 14-én felesége kisfiúnak adott életet, Robinson ezért nem volt ott a Reading elleni FA-kupa találkozón. A kisfiú a Jack nevet kapta.

## Érdemes megemlíteni
- Robinson kapus létére két góllal is büszkélkedhet: az elsőt a Leeds United-ben szerezte fejeléssel a Swindon Town ellen,[8] a másodikat a Tottenham-ben mintegy 80 méteres szabadrúgásból a Watford ellen.[9]